# Toni Alcinas
Antonio (Toni) Alcinas Estelrich (Campos, 7 april 1979) is een Spaans darter die speelt voor de Professional Darts Corporation (PDC). Eerder speelde Alcinas voor de British Darts Organisation (BDO). In de tweede ronde van het PDC World Darts Championship 2019 schakelde Alcinas verrassend de als nummer drie geplaatste Peter Wright uit.

## Resultaten op Wereldkampioenschappen

### WDF
- 2009: Laatste 64 (verloren van Martin Adams met 0-4)

### PDC
- 2011: Laatste 64 (verloren van James Wade met 0-3)
- 2012: Laatste 64 (verloren van Andy Hamilton met 2-3)
- 2018: Laatste 16 (verloren van Darren Webster met 0-4)
- 2019: Laatste 32 (verloren van Benito van de Pas met 2-4)